# Ronnie Båthman
Ronnie Båthman (Köping, 24 aprile 1959) è un ex tennista svedese.

## Carriera
In carriera ha vinto 3 tornei di doppio. Nei tornei del Grande Slam ha ottenuto il suo miglior risultato raggiungendo le semifinali all'Open di Francia nel 1989, in coppia con il peruviano Carlos Di Laura.

## Statistiche

### Doppio

#### Vittorie (3)
| Numero | Anno | Torneo               | Superficie  | Compagno      | Avversari in finale             | Punteggio |
| 1.     | 1990 | Swedish Open, Båstad | Terra rossa | Rikard Bergh  | Jan Gunnarsson Udo Riglewski    | 6-1 6-4   |
| 2.     | 1991 | Swedish Open, Båstad | Terra rossa | Rikard Bergh  | Magnus Gustafsson Anders Järryd | 6-4, 6-4  |
| 3.     | 1992 | Vienna Open, Vienna  | Sintetico   | Anders Järryd | Kent Kinnear Udo Riglewski      | 6–3, 7–5  |